# パリス (テキサス州)
パリス（Paris）は、アメリカ合衆国テキサス州北東部に位置する都市。ダラス・フォートワースの北東約160km、オクラホマ州との州境になっているレッド川の南約25kmに位置する。人口は25,171人（2010年国勢調査）。パリスに郡庁を置くラマー郡1郡のみから成る小都市圏は49,793人（2010年国勢調査）の人口を抱えている。

## 歴史

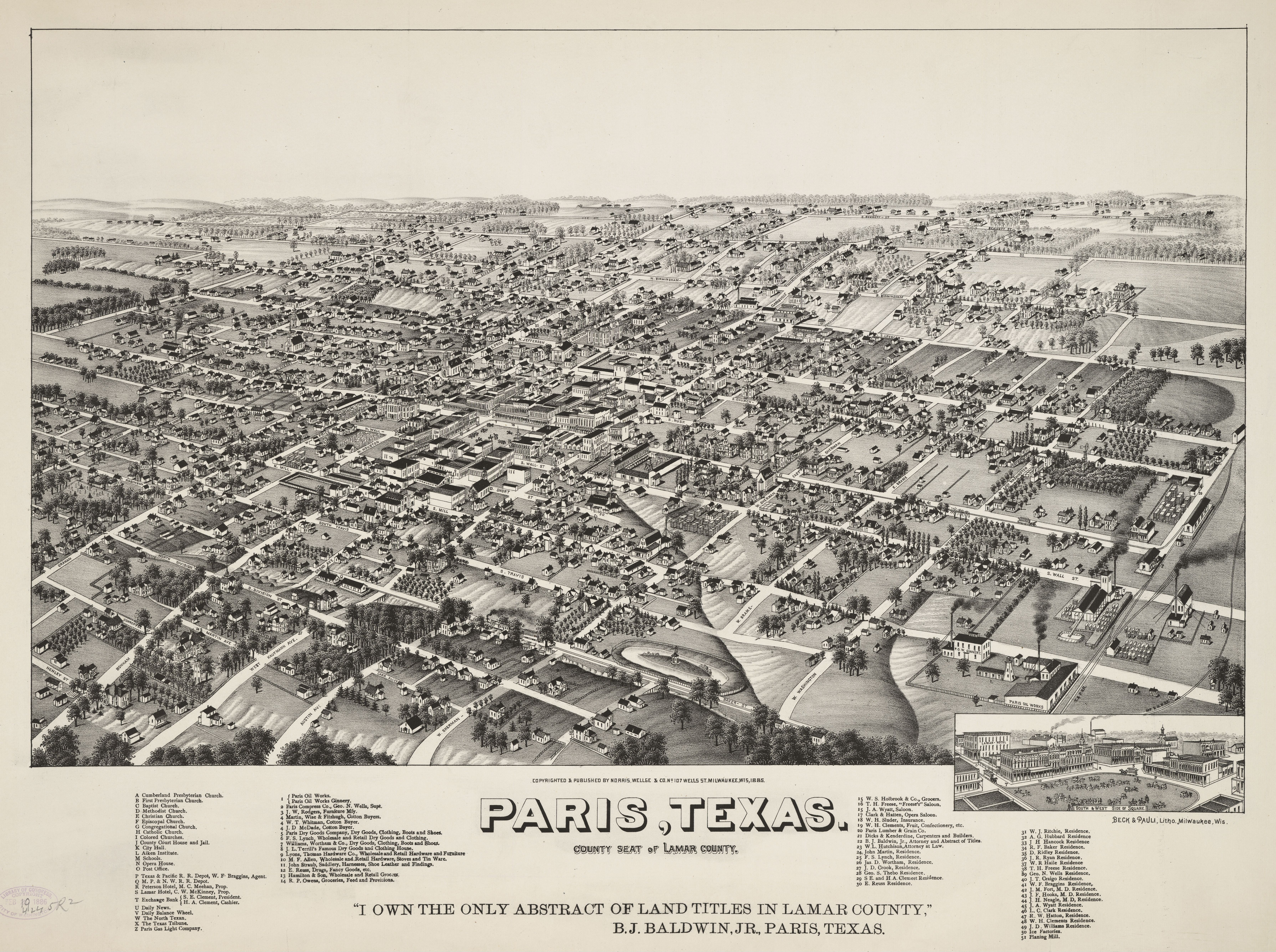
パリスの鳥瞰図（1885年）

今日のラマー郡はテキサス共和国時代、レッドリバー郡の一部であった。しかし1840年頃には、人口の増加により、新たな郡を創設する必要に迫られた。レッドリバー郡選出のテキサス共和国議会下院議員ジョージ・ワシントン・ライトは、新郡創設を大いに支持した。やがて1840年12月17日、テキサス共和国議会の議決により新郡が創設され、同国第2代大統領ミラボー・B・ラマーの名を取ってラマー郡と名付けられた。その4年後、1844年に、商人ジョージ・W・ライトが50エーカー（202,000m2）の土地を寄付し、パリスが創設されると共に、ラマー郡の郡庁が置かれた。パリスという名はライトの従業員の1人、トーマス・ポティートが、フランスの首都パリにちなんでつけたものであった。翌1845年2月3日には、テキサス共和国議会がパリスを正式に法人化した。
南北戦争直前、パリスは約700人の人口を抱える、畜産（肉牛）と農業の中心地であった。1861年2月23日に行われた、テキサス州の連邦離脱を問う住民投票では、ラマー郡は離脱に反対した18郡のうちの1つであった。しかし開戦後は、多くの住民が南軍側についた。

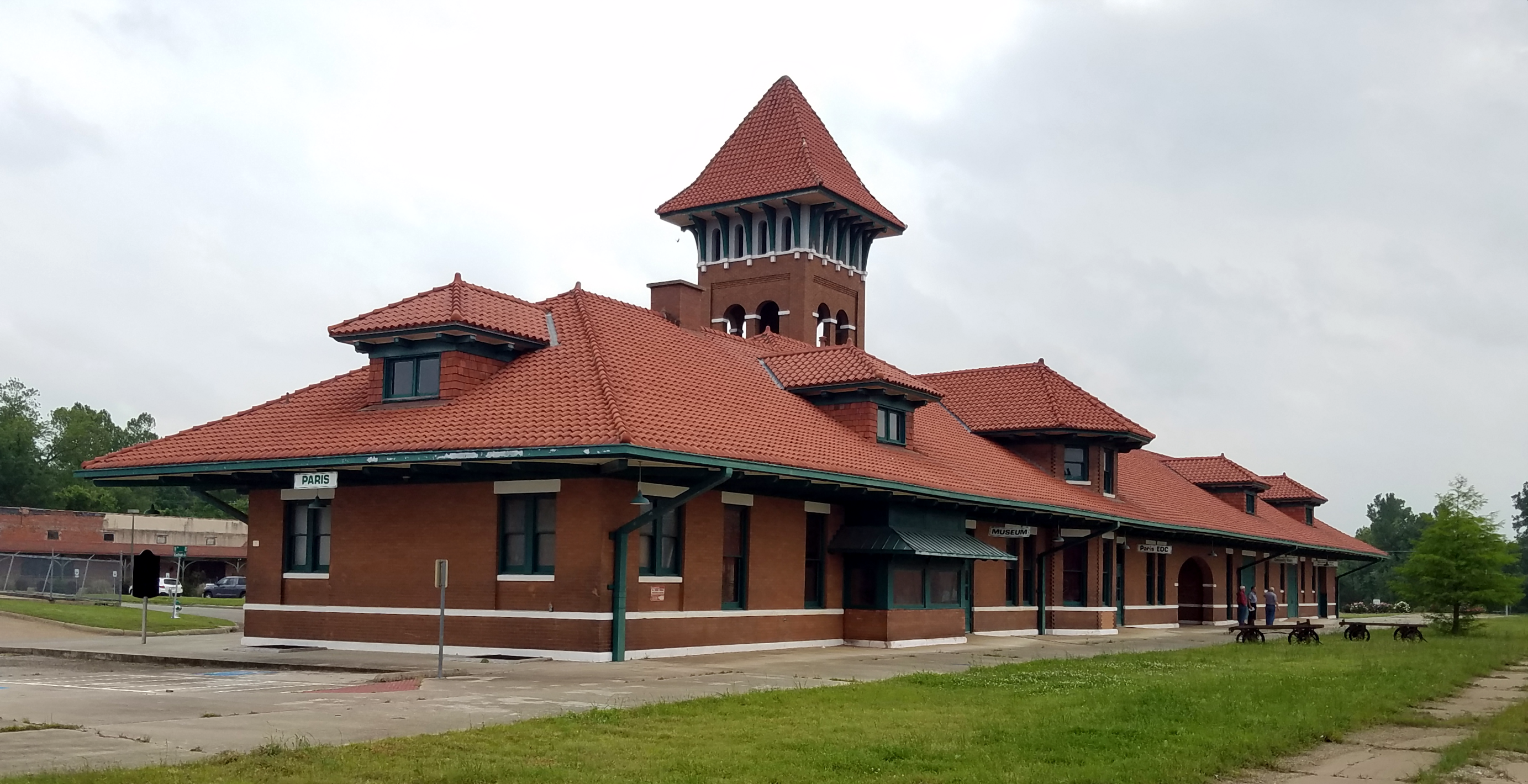
パリスのユニオン駅

南北戦争の終結後、パリスには次々と鉄道が開通し、鉄道交通の要衝となっていった。1876年には、パリスに初めての鉄道となるテキサス・アンド・パシフィック鉄道が開通した。その後1887年にはガルフ・コロラド・アンド・サンタフェ鉄道（後にアッチソン・トピカ・アンド・サンタフェ鉄道、現BNSF鉄道）およびセントルイス・サンフランシスコ鉄道が、1894年にはテキサス・ミッドランド鉄道（後にサザン・パシフィック鉄道、現ユニオン・パシフィック鉄道）が、そして1910年にはパリスの名を冠したパリス・アンド・マウントプレザント鉄道が開通した。1912年、セントルイス・サンフランシスコ鉄道、アッチソン・トピカ・アンド・サンタフェ鉄道、およびテキサス・ミッドランド鉄道各社の共同使用旅客駅として、ユニオン駅が設置された。この駅は1956年まで旅客駅として使われ、その後も20世紀後期に至るまで貨物駅として使われた後、1997年に改修、市に寄贈され、現在ではラマー郡商務局、およびラマー郡系図協会の図書館として使われている。ユニオン駅は、1998年に国家歴史登録財に登録されている。
その一方で、パリスは1877年、1896年、そして1916年と、3度にわたって大火に見舞われ、その度に大規模な再建が必要となった。1916年の大火では、市の半分近くが被害を受け、多くの歴史的建築物が焼失し、被害総額は1,100万ドル（当時）にのぼった。市中心部の大部分が焼け、火の手は周辺の住宅地にも広がった。この時に焼けた建物としては、連邦庁舎・郵便局、ラマー郡庁舎・刑務所、市庁舎、大部分の商業用建物、およびいくつかの教会などが挙げられる。

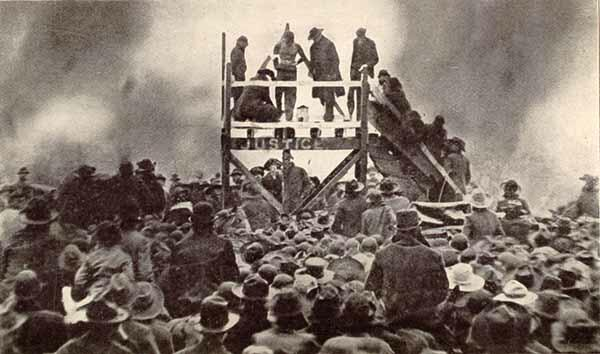
ヘンリー・スミスへのリンチ（1893年）

南部の他地域の多くと同様に、人種間の緊張も高まった。1893年、10代のアフリカ系の少年ヘンリー・スミスは殺人の罪を着せられ、何千人もの面前で、拷問された挙句焼き殺された。1920年には、市内のフェア・グラウンドで、アフリカ系のアーサー兄弟が旗竿に縛り付けられ、焼き殺された。
1943年、連邦最高裁判所は、エホバの証人が絡んだラージェント対テキサス州の裁判で、市の許可無しに宗教的出版物の販売もしくは頒布を禁じていたパリス市の条例を棄却した。連邦最高裁判所はこの裁判において、この条例はアメリカ合衆国憲法修正第14条で定められた、信教の自由、言論の自由、および出版の自由を侵害するものであるという判決を下した。

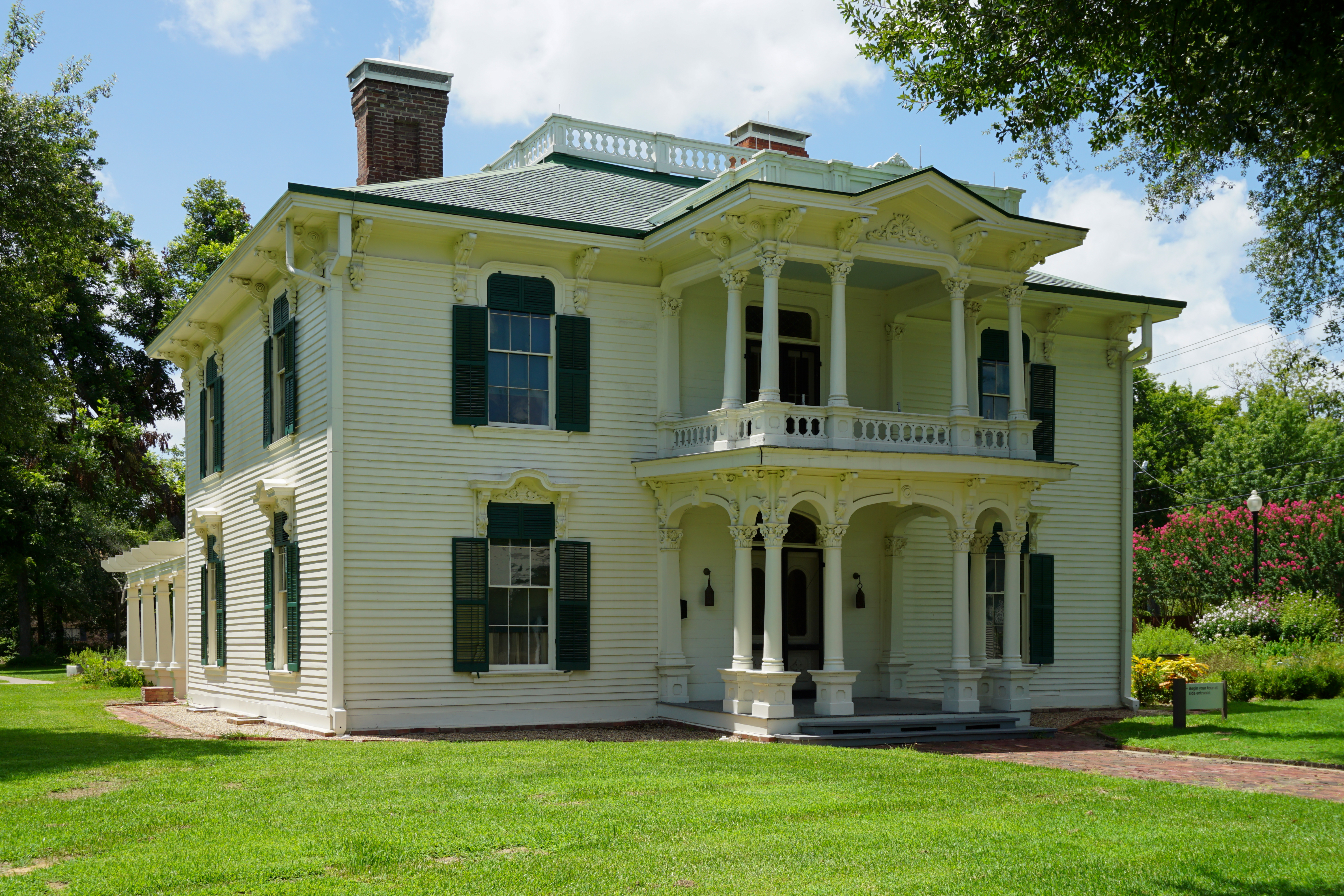
サミュエル・B・マキシーの家（2015年）。1971年に国家歴史登録財に登録されている。

第二次世界大戦が開戦すると、1942年、パリスの北8マイル（13km）のところに、キャンプ・マキシーという陸軍の歩兵訓練場が設けられた。アメリカ連合国陸軍の少将で、のちにテキサス州選出の連邦議会上院議員も務めたサミュエル・B・マキシーの名を冠したこの訓練場は36,682エーカー（148.45km2）の敷地を有し、その中にはハーケンクロイツを飾った建物を並べた、ドイツの村を模した訓練施設も設けられた。この訓練場は45,000人弱の訓練を行うことができた他、北アフリカで捕らえたドイツ軍捕虜の収容所としても使われた。また、この訓練場はパリスとその周辺地域に、10,000人以上の文官の雇用をもたらしていた。終戦後、1945年10月1日に、この訓練場は陸軍には使われなくなり、その後はテキサス陸軍州兵の訓練施設として使われている。
1984年から1990年代初頭にかけて、市中心部の立て直しにあたり、地元企業は総額700万ドル近くを出資した。

## 地理
パリスは北緯33度39分41秒 西経95度33分23秒 / 北緯33.66139度 西経95.55639度に位置している。市はテキサス州北東部、ダラス・フォートワースの北東約160km、オクラホマ州との州境になっているレッド川の南約25kmに位置する。パイニー・ウッズと呼ばれる、テキサス州東部、ルイジアナ州西部、アーカンソー州南西部、およびオクラホマ州南東部にまたがる、マツ、ヒッコリー、オークの混交林地帯の西縁に位置する。自然地理学的見地からは、パリスはメキシコ湾岸平原のブラックランド・プレーリーに位置する。市の標高は185mである。
アメリカ合衆国国勢調査局によると、パリス市は総面積115.0km2（44.4mi2）である。そのうち110.7km2（42.8mi2）が陸地で4.3km2（1.7mi2）が水域である。総面積の5.08%が水域となっている。

### 気候
パリスの気候は、蒸し暑い夏と、日中は穏やかなものの夜はやや冷え込む冬に特徴付けられる。最も暑い7月の最高気温の平均は約35℃に達し、最低気温は平均22.5℃、平均気温は約29℃である。最も寒い1月の平均気温は6℃、最低気温の平均は氷点下0.2℃まで下がるが、日中は暖かく、11℃程度まで上がる。降水量は春季から初夏、4月から6月にかけては多く、月間100-135mm程度、その他の月は月間65-95mm程度である。年間降水量は1,120mm程度である。また、冬季にはわずかながら降雪も見られる。ケッペンの気候区分では、パリスは南部に広く分布する、温暖湿潤気候（Cfa）に属する。
パリスはトルネード・アレイと呼ばれる、気象条件および地形条件上、アメリカ合衆国内でも特に竜巻の起こりやすい地域に位置している。1982年4月2日、藤田スケールF4の竜巻が市西部の住宅地を直撃し、死者10人、重軽傷者170人を出した。また、1,500棟の家屋が全半壊し、3,000人が家を失い、被害総額は5,000万ドル（当時）にのぼった。
|               | 1月  | 2月  | 3月  | 4月   | 5月   | 6月  | 7月  | 8月  | 9月  | 10月 | 11月 | 12月 | 年      |
| ------------- | ---- | ---- | ---- | ----- | ----- | ---- | ---- | ---- | ---- | ---- | ---- | ---- | ------- |
| 平均気温（℃） | 5.8  | 7.9  | 12.5 | 17.4  | 21.8  | 26.4 | 28.7 | 28.6 | 24.8 | 18.8 | 12.1 | 7.1  | 17.7    |
| 降水量（mm）  | 71.1 | 78.7 | 96.5 | 116.8 | 134.6 | 99.1 | 86.4 | 66.0 | 94.0 | 96.5 | 94.0 | 86.4 | 1,120.1 |

### 都市概観と歴史的建築物

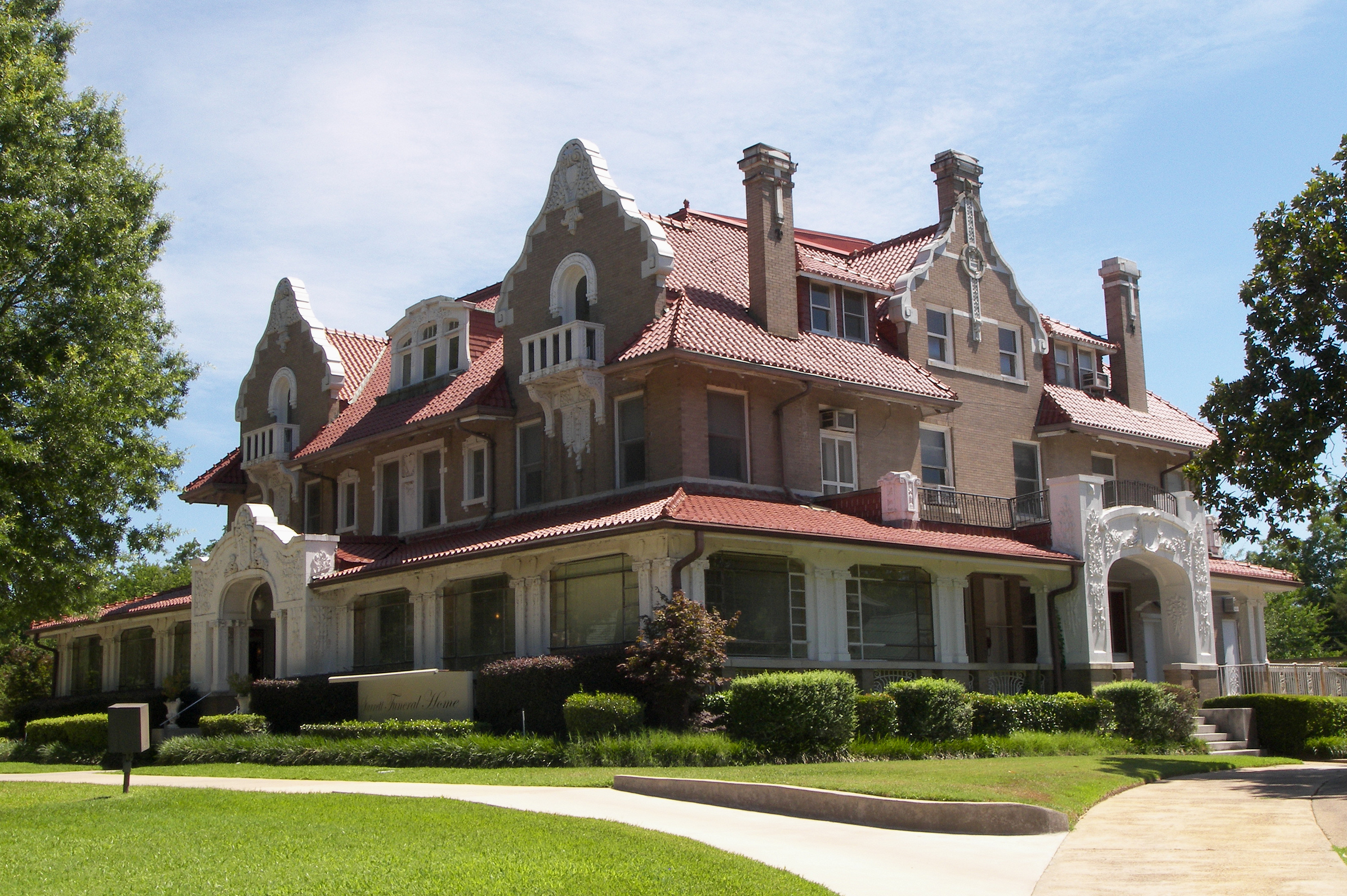
スコット邸

パリスの街路は整然と区画されている。南北に通る通りはボナム・ストリート/ラマー・アベニューを境に北（N）と南（S）に分かれている。東西に通る通りはメイン・ストリートを境に西（W）と東（E）に分かれている。南北に通る通りには、メイン・ストリートよりも東西両方を通る通りに数字がついており、メイン・ストリートから離れるほど数字が大きくなる。これらの通り上は、メイン・ストリートおよびボナム・ストリート/ラマー・アベニューとの位置関係により、北西（NW）、南西（SW）、北東（NE）、南東（SE）とそれぞれついており、混同の起きないようになっている。メイン・ストリートとラマー・アベニューの南西角1ブロックは「プラザ」と呼ばれる公園になっており、市中心部の中心となっている。
市内には19世紀末から20世紀中盤頃までに建てられた、歴史的な家屋が残っている。そのうちの1つに、ドイツ人建築家J・L・ウィーズが設計し、1910年に建てられた、実業家ルーファス・フェナー・スコットの豪邸が挙げられる。アール・ヌーヴォーとオランダ・ルネサンスが融合した、この4階建ての豪邸は、前述の1916年大火で焼失を免れた数少ない歴史的建築物の1つでもある。スコット邸は、1983年に国家歴史登録財に登録されている。

## 政治

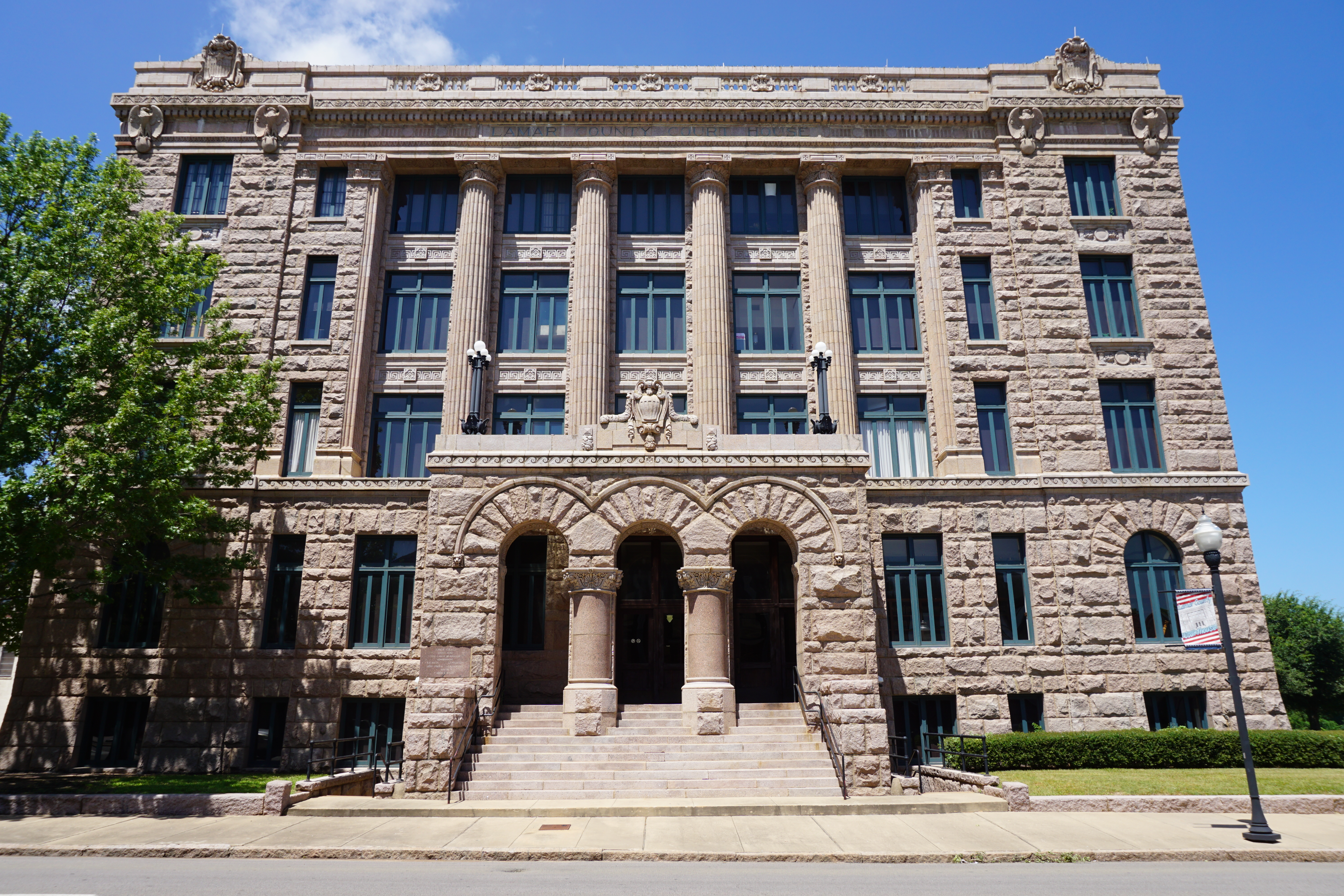
ラマー郡庁舎

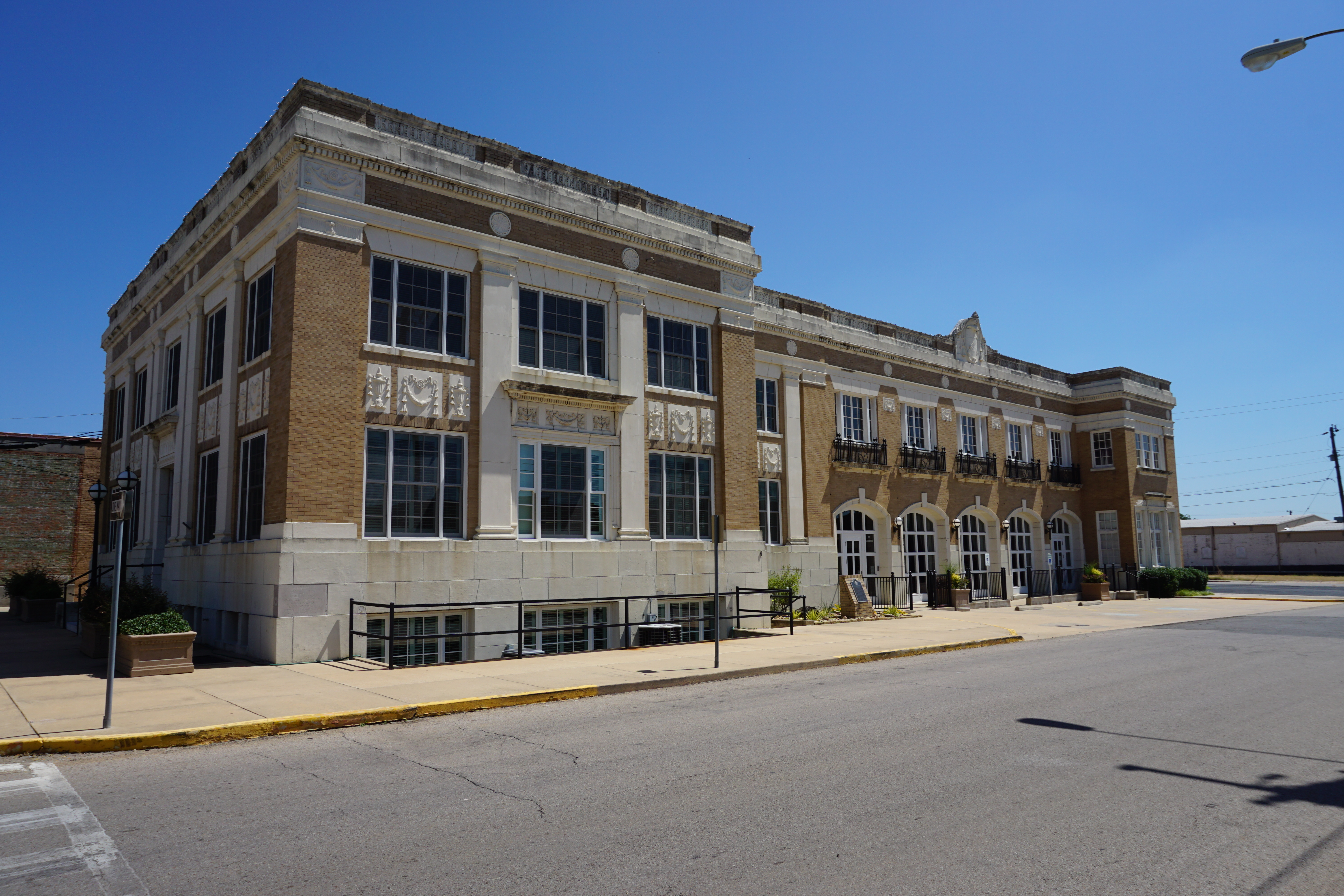
パリス市庁舎

パリスは1990年からシティー・マネージャー制を採っている。シティー・マネージャーは市の行政実務の最高責任者で、市議会の採択した政策の実行および条例の施行、市議会への報告、市職員の監督、予算の作成、市議会議題の作成に責任を負う。また、シティー・マネージャーは、市民のオンブズマンとしての役割も果たす。
市の立法機関である市議会は7人の議員から成っており、市を7つに分けた小選挙区から1人ずつ選出される。市長および市長代行は、7人の議員の中から過半数の賛成により選出される。市長は市議会の議長を務め、また儀礼的な場において市の代表となるが、行政権は有さない。また、市長は市議会において、議員の1人として票を投じることはできるが、拒否権は有さない。

## 交通
パリスに最も近い商業空港はダラス・フォートワース国際空港（IATA: DFW）で、市中心部から車で約2時間である。同空港はアメリカン航空最大のハブ空港で、同社の便を中心に国内外から多数の直行便が発着する。市中心部の東約11km、市南東端に立地するコックス・フィールドは、ゼネラル・アビエーションと呼ばれる、専ら自家用機やチャーター機の発着に使われる空港で、定期旅客便は発着していない。
パリスには州間高速道路は通っていないが、国道82号線と国道271号線が通っており、環状線の北半分を成している。国道82号線は、西へはダラス・フォートワース複合都市圏の北を通ってウィチタフォールズやラボック方面へ、また東へはアーカンソー州との州境の街テクサーカナ方面へと至る。国道271号線は、北へはアーカンソー州フォートスミス方面へ、南へはタイラー方面へと至る。この国道でレッド川を越えた対岸、オクラホマ州ヒューゴからは、インディアン・ネイション・ターンパイクという有料の高速道路が北へ、州間高速道路I-40へと通じている。なお、パリスの環状線の南半分は、州道286号線となっている。また、州道24号線を南西に進むと、グリーンビルの東で州間高速道路I-30に接続し、ダラス・フォートワースへと至れる。
パリスにはグレイハウンドの中長距離バスは停車しないが、テクサーカナに本部を置くTRAXの運行するシャトルバスがマウントプレザントまで運行しており、グレイハウンドと接続している。また、TRAXは、パリス市内でも「パリス・メトロ」という名の、4系統の路線バス網を運行している。

## 教育

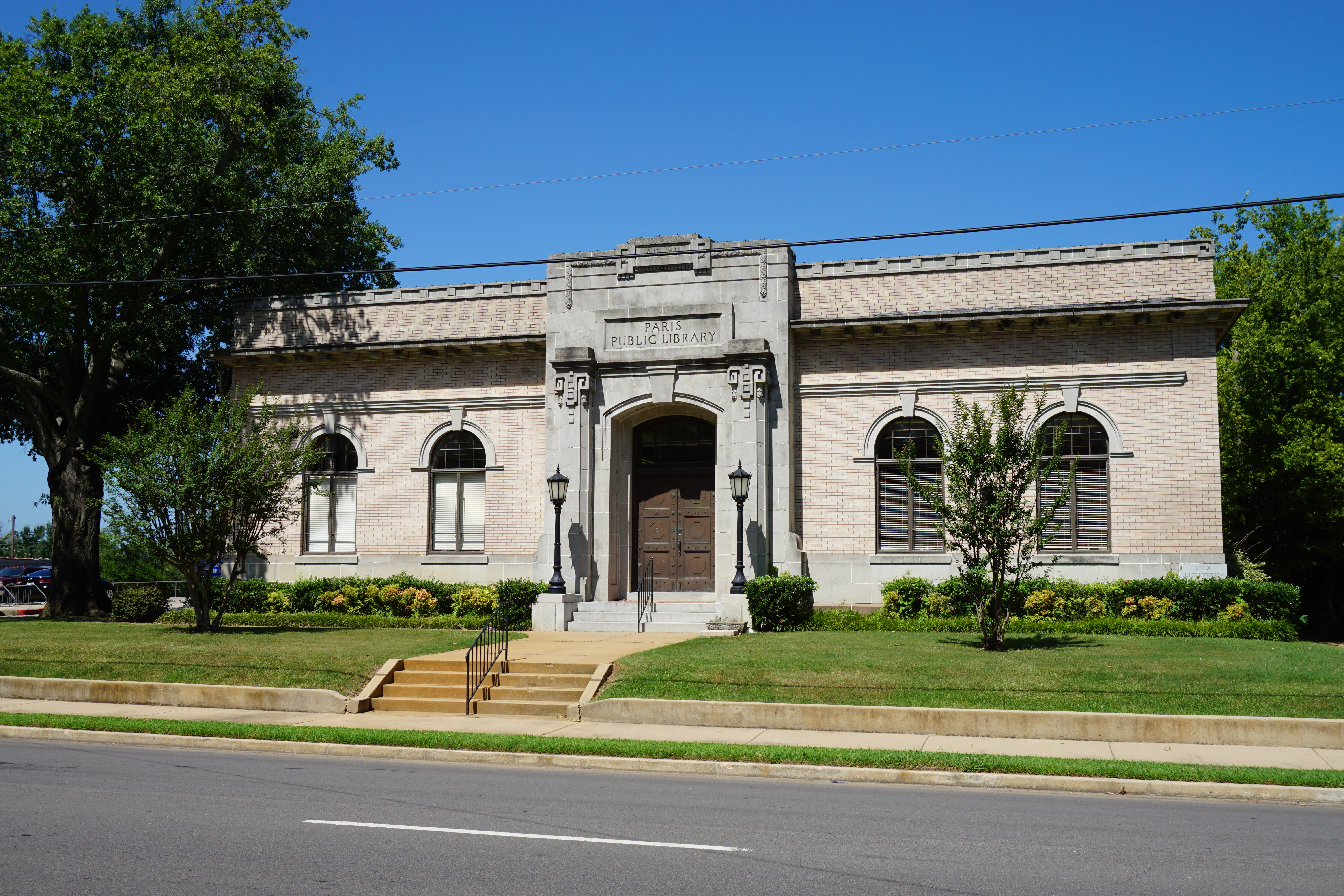
パリス公立図書館

パリス短期大学は市中心部の南東約2.7km、クラークスビル・ストリート沿いに54エーカー（220,000m2）のキャンパスを構えている。同学は1924年にパリス独立学区によって創立した2年制のコミュニティ・カレッジで、準学士の学位を授与しているほか、サーティフィケートも発行している。なお、パリスには4年制大学は無い。
パリスにおけるK-12課程は、主にパリス独立学区、北ラマー独立学区、およびチザム独立学区の3つの学区の管轄下にある公立学校によって支えられている。また、プレーリーランド独立学区、ブロッサム独立学区、およびロクストン独立学区も、その管轄区域の一部がパリス市域にかかっている。
パリス公立図書館は市中心部、プラザの3ブロック南に立地している。

## 文化と名所

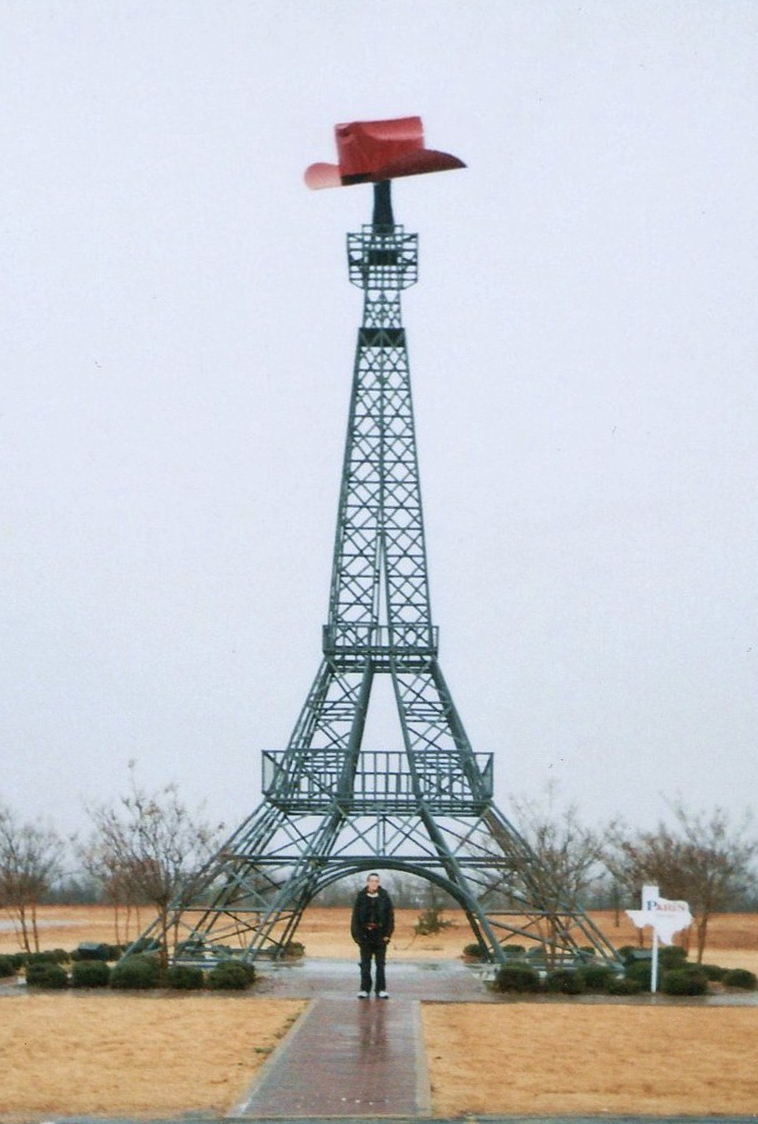
エッフェル塔のレプリカ

市中心部の西に立地するラマー郡歴史博物館は、200枚以上の古い絵葉書や1916年の大火など、ラマー郡の郷土史に関する事物を展示している。同館はラマー郡歴史協会によって維持・運営されている。
地元の劇団、パリス・コミュニティ・シアターは、1976年に6-8人の俳優とパリス短期大学の演劇講師によって結成された小さな劇団が起源になっている。結成後数年はパリス短期大学の講堂で公演を行っていたが、1981年に、プラザの北隣に立地する、閉館となっていたプラザ・シアターという映画館を65,000ドルで買い取り、以後はそこを本拠地としている。
パリスのランドマークであるエッフェル塔のレプリカは市南東部、パリス短期大学の南に立地するラブ・シビック・センターの敷地内に建っている。この高さ65フィート（19.8m）のレプリカは1993年に、テネシー州パリスと同時に建てられたものである。テネシー州パリスのレプリカは高さ70フィート（21.3m）で、このテキサス州パリスのものよりも5フィート（1.5m）だけ高かった。そこに対抗して、このテキサス州パリスのレプリカの頂部には、「テキサスらしく」、高さ4.5フィート（1.4m）、つばの幅10フィート（3.0m）の、赤いカウボーイハットがかぶせられた。

## 人口推移
以下にパリス市における1880年から2010年までの人口推移をグラフおよび表で示す。
| 統計年 | 人口     |
| ------ | -------- |
| 1880年 | 3,980人  |
| 1890年 | 8,254人  |
| 1900年 | 9,358人  |
| 1910年 | 11,269人 |
| 1920年 | 15,040人 |
| 1930年 | 15,649人 |
| 1940年 | 18,678人 |
| 1950年 | 21,643人 |
| 1960年 | 20,977人 |
| 1970年 | 23,441人 |
| 1980年 | 25,498人 |
| 1990年 | 24,799人 |
| 2000年 | 25,898人 |
| 2010年 | 25,171人 |

## 註
1. 1 2 3 4 5 6  Harvill, Daisy. Paris, Texas. Handbook of Texas. Texas State Historical Association. 2018年3月21日閲覧.
2. 1 2  American FactFinder. U.S. Census Bureau. 2011年2月4日.
3. ↑  Sayles, John and Henry Sayles. Revised Civil Statutes and Laws Passed by the 16th, 17th, 18th, 19th, & 20th Legislatures of the State of Texas. Vol.1. p.281. Gilbert Book Company. 1889年.
4. ↑  Secession and the Civil War. Texas Almanac. Texas State Historical Association. 2018年3月21日閲覧.
5. ↑  Union Station - Paris, Texas. Groundspeak. 2018年3月21日閲覧.
6. 1 2 3 4  TEXAS - Lamar County. National Register of Historic Places. 2018年3月21日閲覧.
7. ↑  Texas State Historical Marker: The Paris Fire of 1916. Texas State Historical Commission. 2008年7月15日. 2018年3月21日閲覧.
8. ↑  Roberts, Campbell. History of Lynchings in the South Documents Nearly 4,000 Names. The New York Times. 2015年2月10日. 2018年3月21日閲覧.
9. ↑  Largent v. State of Tex. U.S. Supreme Court. 1943年3月8日. 2018年3月21日閲覧.
10. ↑  Camp Maxey. GlobalSecurity.org. 2018年3月21日閲覧.
11. ↑  Malachowski, James. Camp Maxey. East Texas History. Sam Houston State University. 2018年3月21日閲覧.
12. ↑  Physiographic Map of Texas. Bureau of Economic Geology, University of Texas at Austin. 1996年. 2018年3月21日閲覧.
13. 1 2  Historical Weather for Paris, Texas, United States of America. Weatherbase.com. 2018年3月21日閲覧.
14. ↑  Boyd, Matthew. Paris officers remember deadly tornado of 1982. KXII. 2014年4月2日. 2018年3月21日閲覧.
15. ↑  Texas State Historical Marker: Scott Mansion. Texas State Historical Commission. 2008年7月15日. 2018年3月21日閲覧.
16. ↑  Administration. City of Paris, Texas. 2018年3月22日閲覧.
17. ↑  Council Members, District Map. City of Paris, Texas. 2018年3月22日閲覧.
18. ↑  City Council. City of Paris, Texas. 2018年3月22日閲覧.
19. ↑  実際には、タイラーのパウンズ地域空港（IATA: TYR）、ロングビューのイーストテキサス地域空港（IATA: GGG）、およびアーカンソー州テクサーカナのテクサーカナ地域空港（IATA: TXK）へも、ダラス・フォートワース国際空港とほぼ同じ所要時間で到着できるが、これら3空港には、いずれもダラス・フォートワース国際空港への便しか発着していないため、結局はダラス・フォートワース国際空港を直接利用した方が早い。
20. ↑  Cox Field. (Form 5010) Airport Master Record. Federal Aviation Administration. 2018年3月1日. 2018年3月22日閲覧.
21. ↑  TRAX - Rural Public Transportation, Greyhound Connect: Paris to Mt. Pleasant. Ark-Tex Council of Governments. 2016年9月. 2018年3月22日閲覧.
22. ↑  TRAX - Rural Public Transportation, Paris Metro Route Map. Ark-Tex Council of Governments. 2018年2月. 2018年3月22日閲覧.
23. ↑  PJC's Paris Campus. Paris Junior College. 2012年9月19日. 2018年3月23日閲覧.
24. ↑  History of Paris Junior College. Paris Junior College. 2014年11月21日. 2018年3月23日閲覧.
25. ↑  Learn About PJC. Paris Junior College. 2016年5月5日. 2018年3月23日閲覧.
26. ↑  Paris Public Library. City of Paris, Texas. 2018年3月23日閲覧.
27. 1 2  Geddie, P.A. Paris is Northeast Texas' City of Love. 2013年1月30日. 2018年3月23日閲覧.
28. ↑  Home. Lamar County Historical Society. 2018年3月23日閲覧.
29. ↑  Gohn, Amanda. Lamar County Historical Museum. Paris News. 2016年8月14日. 2018年3月23日閲覧.
30. ↑  Our History. Paris Community Theatre. 2018年3月23日閲覧.
31. ↑  Eiffel Tower with Big Cowboy Hat. RoadsideAmerica.com. 2018年3月23日閲覧.
32. ↑  Gibson, Campbell. Population of the 100 Largest Cities and Other Urban Places in the United States: 1790 to 1990. US Census Bureau. 2005年.